# Calverton (Nova York)
Calverton és una concentració de població designada pel cens dels Estats Units a l'estat de Nova York. Segons el cens del 2000 tenia 5.704 habitants.

## Demografia
Segons el cens del 2000, Calverton tenia 5.704 habitants, 2.539 habitatges, i 1.518 famílies. La densitat de població era de 78,7 habitants per km².
Dels 2.539 habitatges en un 22,3% hi vivien nens de menys de 18 anys, en un 46,1% hi vivien parelles casades, en un 10,1% dones solteres, i en un 40,2% no eren unitats familiars. En el 34,7% dels habitatges hi vivien persones soles el 19,9% de les quals corresponia a persones de 65 anys o més que vivien soles. El nombre mitjà de persones vivint en cada habitatge era de 2,24 i el nombre mitjà de persones que vivien en cada família era de 2,88.
Per edats la població es repartia de la següent manera: un 20,3% tenia menys de 18 anys, un 5,6% entre 18 i 24, un 27,5% entre 25 i 44, un 20,9% de 45 a 60 i un 25,6% 65 anys o més.
L'edat mediana era de 43 anys. Per cada 100 dones de 18 o més anys hi havia 88 homes.
La renda mediana per habitatge era de 36.544 $ i la renda mediana per família de 44.342 $. Els homes tenien una renda mediana de 40.184 $ mentre que les dones 33.047 $. La renda per capita de la població era de 26.609 $. Entorn del 6,5% de les famílies i el 10,2% de la població estaven per davall del llindar de pobresa.